# Nopawat Likitwong
Nopawat Likitwong – dźwiękowiec filmowy. Pracował nad dźwiękiem przy ponad 50 filmach. Otrzymał trzy nagrody oraz pięć nominacji.

## Filmografia

### Jako dźwiękowiec

#### Filmy pełnometrażowe
| Rok  | Tytuł                                    |
| ---- | ---------------------------------------- |
| 1994 | Popioły czasu                            |
| 2005 | Ghost of Mae Nak                         |
| 2005 | The King Maker                           |
| 2005 | Exodus: Tales from the Enchanted Kingdom |
| 2006 | The Elephant King                        |
| 2006 | Tarap                                    |
| 2007 | Ma mha 4 khaa khrap                      |
| 2007 | Sailap jap baan lek                      |
| 2007 | W pajęczej sieci                         |
| 2007 | The Riddle                               |
| 2007 | W paszczy krokodyla                      |
| 2007 | Krwiożercza małpa                        |
| 2007 | Body sob 19                              |
| 2008 | Mordercze mrówki                         |
| 2008 | The 8th Day                              |
| 2008 | The Leap Years                           |
| 2008 | See prang                                |
| 2008 | Puen yai jon salad                       |
| 2008 | Program na winyan akat                   |
| 2008 | Nanayomachi                              |
| 2008 | Fun waan aai joop                        |
| 2009 | Da xi shi                                |
| 2009 | Khwaam jam sun... Tae rak chan yao       |
| 2009 | Incydent                                 |
| 2009 | Nak                                      |
| 2009 | Ha phraeng                               |

## Nagrody i nominacje
Źródło: Internet Movie Database
| Rok  | Nagroda                                  | Kategoria                                                                                               | Wynik     |
| ---- | ---------------------------------------- | --- | --------- |
| 2011 | Golden Horse Award                       | Best Sound Effects (Wu xia)                                                                             | Nominacja |
| 2011 | Thailand National Film Association Award | Best Sound (Chua fah din salai)                                                                         | Wygrana   |
| 2012 | Hong Kong Film Award                     | Best Sound Design (Wu xia)                                                                              | Nominacja |
| 2012 | Golden Horse Award                       | Best Sound Design (Ting feng zhe)                                                                       | Nominacja |
| 2012 | Best Sound                               | Best Sound Design (Ting feng zhe)                                                                       | Wygrana   |
| 2013 | Thailand National Film Association Award | Best Sound (Echo Jew Gong Lok)                                                                          | Wygrana   |
| 2014 | Golden Reel Award                        | Best Sound Editing - Sound Effects, Foley, Dialogue and ADR in a Foreign Feature Film (Yi dai zong shi) | Wygrana   |
| 2016 | Thailand National Film Association Award | Best Sound (Onthakan)                                                                                   | Nominacja |